# Sunius
Sunius es un género de coleópteros polífagos estafilínidos (Staphylinidae). Se distribuyen por el Paleártico (excepto las zonas polares).

## Especies
Se reconocen las siguientes:
- Sunius abbreviatus
- Sunius aculeatus
- Sunius acutissimus
- Sunius adanensis
- Sunius aemulus
- Sunius aequalis
- Sunius aequus
- Sunius akianus
- Sunius akdaghensis
- Sunius alaianus
- Sunius albipilis
- Sunius algiricus
- Sunius amanensis
- Sunius ambelosicus
- Sunius amicus
- Sunius ampliventris
- Sunius anatolicus
- Sunius anguinus
- Sunius angustatus
- Sunius anophthalmus
- Sunius apicalis
- Sunius apiciflavus
- Sunius appeninum
- Sunius apterus
- Sunius asper
- Sunius attenuatus
- Sunius australasiae
- Sunius austriacus
- Sunius aveyronensis
- Sunius baboricus
- Sunius baculatus
- Sunius balkarensis
- Sunius behnei
- Sunius bicinctus
- Sunius bicolon
- Sunius bicolor
- Sunius bidens
- Sunius biguttatus
- Sunius biguttulus
- Sunius bihamatus
- Sunius bimaculatus
- Sunius binotatus
- Sunius bipunctatus
- Sunius bisignatus
- Sunius bispinus
- Sunius bivittatus
- Sunius bogdoensis
- Sunius bohaci
- Sunius bouddha
- Sunius bozdagensis
- Sunius brachati
- Sunius brachypterus
- Sunius brevicollis
- Sunius brevipennis
- Sunius brevis
- Sunius brevispinosus
- Sunius brunneus
- Sunius brunniceps
- Sunius cagatayi
- Sunius calatravae
- Sunius cameroni
- Sunius castanea
- Sunius castaneipenne
- Sunius catalonicus
- Sunius catena
- Sunius cazorlae
- Sunius celatus
- Sunius centralis
- Sunius championi
- Sunius ciceki
- Sunius cinctiventris
- Sunius claviceps
- Sunius coarctatus
- Sunius cognatus
- Sunius collaris
- Sunius confinis
- Sunius confluentus
- Sunius cordiformis
- Sunius cordobanus
- Sunius crassus
- Sunius cribellus
- Sunius cursor
- Sunius curtulus
- Sunius cylindricus
- Sunius darlingtoni
- Sunius dearmatus
- Sunius debilicornis
- Sunius deplectens
- Sunius dido
- Sunius diktianus
- Sunius dilutum
- Sunius dimidiatus
- Sunius discretus
- Sunius distinctum
- Sunius diversicollis
- Sunius diversus
- Sunius dolabrifer
- Sunius dumanlianus
- Sunius erichsoni
- Sunius exiguus
- Sunius extensissimus
- Sunius fagniezi
- Sunius fallax
- Sunius falsus
- Sunius fasciatus
- Sunius fauveli
- Sunius fenderi
- Sunius fernandezi
- Sunius filabresicus
- Sunius filiformis
- Sunius filiventris
- Sunius filum
- Sunius fokisensis
- Sunius fortespinosus
- Sunius fulgocephalus
- Sunius fultus
- Sunius fulvipenne
- Sunius fungi
- Sunius furcillatus
- Sunius fuscipes
- Sunius gadoricus
- Sunius galiberti
- Sunius geiseri
- Sunius gemellus
- Sunius geniculatus
- Sunius georgii
- Sunius goektepensis
- Sunius gracile
- Sunius gracilicornis
- Sunius gracilis
- Sunius grandiceps
- Sunius guttula
- Sunius hastatus
- Sunius hatayanus
- Sunius histrio
- Sunius honazensis
- Sunius humeralis
- Sunius hybridus
- Sunius ibizae
- Sunius ignatii
- Sunius immaculatus
- Sunius immsi
- Sunius impennatus
- Sunius inflexus
- Sunius insignis
- Sunius intermedius
- Sunius iranicus
- Sunius kaboulensis
- Sunius kastcheevi
- Sunius khnzoriani
- Sunius kuehnelti
- Sunius labeo
- Sunius laevior
- Sunius lateralis
- Sunius latus
- Sunius lebedevi
- Sunius leptocerus
- Sunius letzneri
- Sunius limbatus
- Sunius linearis
- Sunius lithocharoides
- Sunius littoralis
- Sunius longiceps
- Sunius longicolle
- Sunius longicollis
- Sunius longicornis
- Sunius longinasus
- Sunius longispinosus
- Sunius longiusculus
- Sunius longulum
- Sunius lyonessius
- Sunius macrops
- Sunius maculipennis
- Sunius mallorcensis
- Sunius manasluensis
- Sunius marginalis
- Sunius marginatus
- Sunius marratus
- Sunius martinarum
- Sunius martinezi
- Sunius megacephalus
- Sunius melanocephalus
- Sunius melanopygus
- Sunius melanurus
- Sunius menalonicus
- Sunius meuseli
- Sunius meybohmi
- Sunius microphthalmus
- Sunius microthorax
- Sunius migrus
- Sunius minutus
- Sunius misellus
- Sunius modestus
- Sunius monticola
- Sunius mordicus
- Sunius moses
- Sunius mouzaianus
- Sunius multipunctum
- Sunius murciensis
- Sunius myrmecophilus
- Sunius naevius
- Sunius neglectus
- Sunius nevadensis
- Sunius nidicola
- Sunius nigrinus
- Sunius nigromaculatus
- Sunius nigrum
- Sunius nurdaghensis
- Sunius oakleyi
- Sunius obscurello
- Sunius obsolete
- Sunius ochraceus
- Sunius opaculus
- Sunius ovaliceps
- Sunius ozgeni
- Sunius paliidulus
- Sunius palmi
- Sunius palpalis
- Sunius paranensis
- Sunius pauli
- Sunius pectinatus
- Sunius peltatus
- Sunius pennatus
- Sunius phasianus
- Sunius pictus
- Sunius pilatei
- Sunius pinnatus
- Sunius pinniger
- Sunius plasoni
- Sunius platynotus
- Sunius porosus
- Sunius posticum
- Sunius potti
- Sunius praecisus
- Sunius prolixus
- Sunius propinguus
- Sunius propinquus
- Sunius pubipenne
- Sunius puetzi
- Sunius puglianus
- Sunius pulchellus
- Sunius pulcher
- Sunius pusio
- Sunius quadratum
- Sunius quadrimaculatus
- Sunius rastrifer
- Sunius rectus
- Sunius rhodicus
- Sunius riparius
- Sunius rubriceps
- Sunius rubricollis
- Sunius rufus
- Sunius rugithorax
- Sunius rutilipennis
- Sunius sanctus
- Sunius sanguinicollis
- Sunius sardus
- Sunius scutellare
- Sunius segurae
- Sunius sericatus
- Sunius serpens
- Sunius serpentinus
- Sunius setiger
- Sunius setulosus
- Sunius sexspinosus
- Sunius signatellus
- Sunius signatus
- Sunius similis
- Sunius simillimus
- Sunius simoni
- Sunius sinaicus
- Sunius sinoseptentrionalis
- Sunius spinifer
- Sunius spinosissimus
- Sunius splendidulus
- Sunius stigma
- Sunius striatum
- Sunius strictus
- Sunius strigiceps
- Sunius strigilis
- Sunius subditus
- Sunius substrictus
- Sunius subtilis
- Sunius sulcicollis
- Sunius sultanicus
- Sunius tectus
- Sunius tenerifensis
- Sunius tenuis
- Sunius terminatum
- Sunius terresi
- Sunius testaceum
- Sunius testaceus
- Sunius thaboris
- Sunius thaicus
- Sunius thripticus
- Sunius toto
- Sunius tricolor
- Sunius trilineatus
- Sunius tristis
- Sunius troglodytes
- Sunius tronqueti
- Sunius tuberiventris
- Sunius turgescens
- Sunius ulcerosus
- Sunius unicolor
- Sunius uniformis
- Sunius variegatus
- Sunius ventralis
- Sunius vestitus
- Sunius vilis
- Sunius virilis
- Sunius vittatus
- Sunius weberi
- Sunius wrasei
- Sunius wunderlei
- Sunius yamani